# Compensação (psicologia)
Em psicologia, compensação é uma estratégia pela qual um indivíduo esconde, conscientemente ou inconscientemente, fraquezas, frustrações, desejos, sentimentos de inadequação ou incompetência em uma área da vida através de gratificação ou sucesso noutra área. Compensação pode ser usada para compensar tanto deficiências reais como imaginadas e inferioridades psicológicas ou físicas. Compensações positivas podem ajudar um indivíduo a superar as suas dificuldades. Por outro lado, compensações negativas não ajudam o indivíduo, o que resulta num sentimento de inferioridade reforçado. Há dois tipos de compensação negativa:
Sobrecompensação, caracterizada por um objectivo de superioridade, leva a uma luta por poder, dominação, autoestima, e autodesvalorização;
Subcompensação, que inclui uma procura de ajuda, leva a falta de coragem e medo da vida.
Um exemplo muito conhecido de deficiência de sobrecompensação, é observado em pessoas durante uma crise da meia-idade. Com o chegar da meia-idade, muitas pessoas (especialmente homens) carecem de energia para manter as suas defesas psicológicas, incluindo os actos compensatórios.

## Origem
Alfred Adler, fundador da escola de psicologia individual, introduziu o termo compensação em relação com sentimentos de inferioridade. 
No seu livro Study of Organ Inferiority and Its Physical Compensation (1907) - Estudo da Inferioridade do Órgão e da sua Compensação Física - ele descreve este relacionamento: se um indivíduo se sente inferior (fraco) ele normalmente tenta compensar com outra área (escape). 
A motivação de Adler para investigar este tópico era a sua própria experiência pessoal. Ele tinha estado recorrentemente doente enquanto criança, tendo sido incapaz de andar até aos quatro anos de idade por causa de raquitismo. Posteriormente, sofreu de pneumonia e de vários acidentes.
Adler também "transferiu" esta ideia de compensação para o treino psíquico.

## Implicações culturais
Pessoas narcisistas, pela teoria da compensação, calam sentimentos de baixa autoestima com o uso compensatório de:
- autopromoção;
- contacto com pessoas altamente admiradas.

Crianças narcisistas tentam compensar os seus ciúmes e ira (raiva) com:
- fantasias com poder;
- beleza;
- riqueza;

(ver estudos de Melanie Klein)
Christopher Lasch, um historiador americano e crítico social escreveu no seu livro The Culture of Narcissism (1979) - A Cultura do Narcisismo - que a sociedade norte americana da decáda de 1970 era narcisista (tinha cor narcisista). A sociedade narcisista:
- venera o consumo;
- teme dependência, idade e morte.

Por isso esta sociedade vive "fascinada" pela fama (por Lasch).
O consumo tem sido usado como um veículo de compensação (ver estudo de Allison J. Pugh: From compensation to 'childhood wonder' - Da compensação até à 'promessa infantil'). Exemplos:
- uso dos bens para colmatar relacionamentos humanos;
- pais tentam colmatar as "fracas" condições (pobreza, abuso, ...) em que viveram;
- pais tentam colmatar as "fracas" condições (divórcio, falta de apoio, infelicidade, ...) que causaram na vida dos seus filhos.

## Compensação psicológica como base de enredo na literatura
A compensação psicológica é frequentemente usada para acentuar enredos e guiões e realçar faltas de carácter de personagens. Autores podem fazer notar valores através da resolução da compensação psicológica que personagens usam no enredo.